# VodafoneZiggo
VodafoneZiggo Group B.V. è una joint venture di telecomunicazioni olandese tra Vodafone Group Plc e Liberty Global Plc, annunciata a febbraio 2016, approvata dalla Commissione europea ad agosto 2016 e completata a dicembre 2016.
VodafoneZiggo B.V. ha sede a Utrecht e controlla sia Vodafone Libertel B.V. che Ziggo B.V.

## Storia
Il 16 febbraio 2016 è stata annunciata una collaborazione tra Vodafone e Liberty Global per una fusione delle due società Vodafone Netherlands e Ziggo. La Commissione europea ha approvato la fusione nell'agosto 2016, a condizione che Vodafone scindesse il proprio business Internet di rete fissa. Il 31 dicembre 2016 è stata creata la nuova società madre di Vodafone e Ziggo, denominata VodafoneZiggo, con una partecipazione al 50/50 di Vodafone e Liberty Global.